# Pelophylax caralitanus
Espèce
Synonymes
- Rana ridibunda caralitana Arikan, 1988
- Rana caralitana Arikan, 1988

Statut de conservation UICN

 NT  : Quasi menacé
Pelophylax caralitanus est une espèce d'amphibiens de la famille des Ranidae.

## Répartition
Cette espèce est endémique du sud-ouest de la Turquie. Elle se rencontre dans les provinces de Konya, d'Isparta, de Burdur, de Denizli et d'Afyonkarahisar.

## Publication originale
- Arikan, 1988 : On a new form of Rana ridibunda (Anura, Ranidae) from Turkey. Istanbul Üniversitesi Fen Fakültesi Biyoloji Dergisi, vol. 53, p. 81-87.